# Hayden Rorke
William Henry Rorke (Nueva York, 23 de octubre de 1910-Los Ángeles, 19 de agosto de 1987) fue un actor estadounidense recordado principalmente por el papel del doctor Bellows en la serie de los años 60 Mi bella genio.
Nacido en Brooklyn, Nueva York, Rorke estudió en la Academia Americana de Arte Dramático y comenzó su carrera en la década de 1930 con la Compañía Teatral Hampden. Debutó en el cine con el musical This Is the Army. Sus películas incluyen: Un americano en París, Pillow Talk y When Worlds Collide. Un rostro familiar en la televisión durante la década de 1950, Rorke apareció en series como The Twilight Zone (en un episodio junto a Dick York), Perry Mason, Broken Arrow y Cheyenne. Su última aparición fue en el papel del doctor Bellows en el telefilme I Dream Of Jeannie: 15 años después.
Rorke falleció el 19 de agosto de 1987 en Toluca Lake, California, a causa de un cáncer de médula a la edad de 76 años.